# Чиле
Чиле (шп. Chile), званично Република Чиле (шп. República de Chile), председничка је република у Јужној Америци, која заузима дуг и узан појас земљишта између Анда на истоку и Тихог океана на западу. Граничи се са Перуом на сјеверу, са Боливијом на сјевероистоку, са Аргентином на истоку, док на крајњем југу излази на Дрејков пролаз. У састав Чилеа су укључена и острва Хуан Фернандез, Сала и Гомез, Десвентурадас и Ускршња острва у Океанији. Чиле претендује на територију од 1.250.000 km² на Антарктику, иако су све претензије суспендоване према Антарктичкој повељи.
Главни град је Сантијаго де Чиле, док се скупштина састаје у оближњем Валпараису. У Сантијагу живи 40% становништва Чилеа. Остали већи градови су: Валпараисо, Антофагаста, Пунта Аренас, Икике, Серена, Талка и други.
Данас је Чиле једна од најстабилнијих и најпросперитетнијих латиноамеричких држава, са угледном војском и растућом привредом. Чиле предводи Латинску Америку у људском развоју, дохотку по глави становника, конкурентности, економским слободама и ниској стопи корупције. Чиле је оснивач Уједињених нација, Уније јужноамеричких народа и Заједнице латиноамеричких и карипских држава.

## Порекло имена
Постоје разне теорије које се односе на порекло речи Чиле. Према теорији Дијега де Росалеса, шпанског хроничара из 17. века, перуанске Инке су долину реке Аконкагва звале Чиле, што је неправилан изговор имена поглавице племена Пикунче који се звао Тиле. Друга теорија указује на сличност долине реке Аконкагва са долином Касма у Перуу, где су се налазили град и долина по имену Чиле. Према осталим теоријама Чиле је изведено од речи Индијанаца која значи „крај света“ или „морски галеб“, од речи чили Мапуче народа, која значи „где се земља завршава;“ или из језика кечуа чири што значи „хладно“, или чили, што значи „снег“ или „најдубља тачка на Земљи“. Шпански конкистадори су за ово име чули од Инка а неколико чланова прве шпанске експедиције Дијега де Алмагра, јужно од Перуа, је себе звало људима Чилеа.

## Географија

### Положај
Чиле је веома дуга и узана земља смештена у приобаљу јужног дела Јужне Америке са западне стране Анда. Од севера до југа протеже се у дужини од 4300 km док је на најширем делу, у правцу исток – запад, широк 350 km. Карактерише га разноврстан крајолик и разни типови климе. Простире се на површини од 756.950 km2. Смештен је унутар Ватреног појаса Пацифика. Заједно са острвима, али без територије на коју полаже право на Антарктику, Чиле је смештен између 17. и 56. степена ЈГШ, и 66. и 81. степена ЗГД.
Чиле спада међу земље са највећом дужином између најсеверније и најјужније тачке државе. Ако изузмемо острва, Чиле је јединствена земља гледајући распон између најзападније и најисточније тачке државе, јер друге земље које су у правцу север – југ дугачке као Чиле у правцу исток – запад су и по десет пута шире. Чиле делом своје територије сматра и 1.250.000 km2 Антарктика. Међутим, након потписивања Антарктичког споразума морао је да суспендује претензије на ову област.
Под управом Чилеа су и Ускршње острво као и Сала и Гомез, најисточнија острва Полинезије. Такође, Чилеу припада острво Робинзон Крусо у архипелагу Хуан Фернандез, као и два повремено насељена острва Сан Амбросио и Сан Феликс. Ова острва су значајна јер захваљујући њима територијалне воде Чилеа се простиру много даље од јужноамеричког континента.

### Геологија и рељеф
Пустиња Атакама, на северу земље, богата је рудама, првенствено бакром и нитратима. Главнина становништва и обрадивих површина смештена је у релативно малој Средишњој долини, где се налази и главни град Сантијаго.
Ова област представља и историјско средиште из ког се чилеанска држава ширила крајем 19. века, када је обухватила северне и јужне области. Југ Чилеа је богат шумама и пашњацима, а истиче се и низ вулкана и језера. Јужна обала је лавиринт фјордова, морских рукаваца, канала, вијугавих полуострва, и острва. Анди се протежу дуж источне границе Чилеа.

### Воде
Због специфичне територије Чиле је испресецан бројним кратким рекама малог протока воде. Све оне се протежу од Анда до Тихог океана, и теку у смеру од истока ка западу.
У региону Норте Гранде, с обзиром да се ради о пустињском пределу, постоје само мали потоци ендореичног типа, осим реке Лоа, најдуже у Чилеу, дуге 440 km. Језеро Чунгара смештено је на 4500 m надморске висине, на граници са Боливијом. Такође, Чиле са овом земљом дели и реке Лаука и Љута
У средишњем делу региона Норте Чико има више река од значаја за пољопривреду. Треба споменути Елки у дужини од 75 km; Аконкагва (142 km); Маипо у дужини од 250; и њихове притоке Мапочо (110 km); и Мауле (240 km). Ове реке воду углавном добијају топљењем снега на Андима током лета и од зимских киша. Најважнија језера у овом подручју су вештачко језеро Рапел, лагуне Колбун Мауле и Лаха.

### Клима
Чиле има разноврсну климу. На северу је најсувља пустиња на свету Атакама, у средишњем делу је средоземна клима, на Ускршњем острву је влажна суптропска, док је на југу и истоку земље у подручјима алпијских тундри и глечера присутна океанска клима. Према Кепеновој класификацији климата у Чилеу постоји барем седам климатских подтипова. У већем делу земље постоје сва четири годишња доба: лето (од децембра до фебруара), јесен (од марта до маја), зима (од јуна до августа), и пролеће (од септембра до новембра).

## Историја

### Рана историја и колонизација
Пре отприлике 10.000 година Индијанци су се настанили у плодним долинама и дуж обале данашњег Чилеа. Најстарије људске насеобине у Чилеу су локалитети Монте Верда, Национални парк Куева дел Милодон и тунели кратера вулкана Пали Аике. Урођеничке културе које су постојале на територији данашњег Чилеа, пре доласка Европљана, могу се поделити у три групе:
- северни народ;
- арауканска култура, која је обухватала подручје између реке Чоапа и острва Чилое; и
- патагонијска култура, која су сачињавала разна номадска племена.[32]

Године 1520, на свом путу око света Фернандо Магелан је открио јужни пролаз који је назвао по себи, Магеланов мореуз. То је уједно била прва европска експедиција која је дошла на тле данашњег Чилеа. Након њега је Дијего де Алмагро са шпанским конкистадорима, 1535. дошао из Перуа у потрази за златом. Освајање Чилеа је почело почетком 1540. а спровео га је Педро де Валдивија, један од официра Франсиска Пизара. Он је основао град Сантијаго де Чиле 12. фебруара 1541. године. Иако Шпанци нису нашли злато које су тражили, препознали су пољопривредне потенцијале Чилеа и припојили га Шпанској империји.
Освајање земље се одвијало постепено а Европљани су наилазили на неуспехе код домородачког становништва. Велика побуна народа Мапуче која је почела 1553. довела је до Валдивијине смрти и уништавања великог броја насеља колониста. Веће побуне догодиле су се 1598. и 1655. године. Сваки пут би се побунили Мапуче и други домородачки народи, јужна граница колоније би била померена ка северу. Шпанска круна је укинула ропство 1683. јер је схватила да поробљавање народа Мапуче само појачава њихов отпор уместо да га слаби. Упркос краљевским забранама односи су остали затегнути због непрекидних сметњи колониста.
Одсечен од севера пустињом, према југу народом Мапуче, према истоку Андима, и према западу океаном, Чиле је постао једна од најцентрализованијих и најхомогенијих шпанских колонија у Америци.
Служећи као гранични гарнизон, колонија је имала улогу у спречавању напада Мапуча и европских непријатеља Шпаније, посебно Британаца и Холанђана. Пирати и енглески авантуристи су заједно са Индијанцима Мапуче угрожавали колонију, поготово 1578. током похода сер Франсиса Дрејка на Валпараисо, главну луку у колонији. Чиле је имао једну од највећих стајаћих армија у Америци, што га је чинило једним од најмилитаризованијих шпанских поседа, као и један од трошкова за благајну Вицекраљевства Перу.
Први општи попис становништва је спровела влада Агустина де Хаурегија између 1777. и 1778. године. Он је показао да у колонији Чиле живи 259.646 становника од којих је 73,5% европског порекла, 7,9% местика, 8,6% урођеника и 9,8% црнаца. Франсиско Уртадо је 1784. као гувернер провинције Чилое обавио у њој попис становништва на ком је утврђено да је број становника 26.703, од којих су 64,4% били белци а 33,5% су били урођеници.

### Независност
Постављење Жозефа Бонапарту, брата Наполеона, за краља Шпаније 1808. године подстакло је колонију на отцепљење од Шпаније. Дана 18. септембра 1810. је у име Фернанда – наследника свргнутог краља – основана народна хунта. Влада хунте Чилеа прогласила је Чиле аутономном републиком унутар шпанског краљевства (у знак сећања на овај догађај Чиле слави 18. септембар као Дан државности). Након ових догађаја под командом Хосе Мигела Карере, једног од најславнијих родољуба, и његова два брата Хуана Хосеа и Луиса Карере покрет за потпуно ослобођење убрзо је стекао велику подршку. Шпански покушаји да поново успостави судску власт током тзв. Реконкисте продужили су борбу а дошло је и до закулисних борби између Бернарда О’Хигинса, који је претендовао на Карерино место.

Спорадични сукоби су се наставили до 1817. године. Док је Карера био у затвору у Аргентини, О’Хигинс и анти-Карерина кохорта Хосе де Сан Мартина, хероја Аргентинског рата за независност, предводили су Војску Анда са којом су поразили ројалисте у Чилеу. Дана 12. фебруара 1818. Чиле је проглашен за независну републику. Независност је донела мање друштвене промене, међутим, чилеанско друштво у 19. веку је сачувало основну друштвену структуру на коју је у највећој мери утицала породична политика и римокатоличка црква. Успостављена је јака институција председника али су богати земљопоседници задржали утицај на политику. 
Последњих деценија 19. века, влада у Сантијагу је учврстила своје позиције на југу након што је угушила побуне Мапуча током Окупације Арауканије. Споразум са Аргентином потписан 1881. потврдио је суверенитет Чилеа над Магелановим мореузом. Као резултат Рата на Пацифику са Перуом и Боливијом од 1879. до 1883. Чиле је проширио своју територију на север за једну трећину, чиме је онемогућио Боливију да изађе на Тихи океан и стекао вредне залихе нитрата чија је експлоатација довела до ере националног просперитета.
Чилеански грађански рат 1891. је као последицу имао прерасподелу моћи између председника и конгреса и успоставу демократије парламентарног типа. Међутим, у грађанском рату су се такође сукобили и они који су заговарали развој домаће индустрије и они који су заступали интересе банака, првенствено породица Едвардс која је имала јаке везе са страним инвеститорима.

### 20. век
Припадници растуће средње и радничке класе су незадовољни привредним системом, који је био подређен владајућој олигархији, 1920. изабрали реформисту Артура Алесандрија за председника Чилеа. Његов програм социјалне правде је био у супротности са ставовима чланова Конгреса. Током двадесетих година 20. века популарност су стекле и бројне марксистичке групе.
Генерал Луис Алтамирано је 1924. извршио војни пуч па је у Чилеу дошло до нестабилности која је трајала до 1932. године. У том периоду на власти је било десет влада од којих је најдуже трајала влада генерала Карлоса Ибањеза дел Кампа. Он је на власти био кратко током 1925, и између 1927. и 1931. године. Његова владавина се могла сматрати диктатуром али умеренијом у поређењу са диктатурама карактеристичним за Латинску Америку.
Одрекавши се власти у корист демократски изабраног наследника, Ибањез дел Кампо је стекао поштовање великог дела становништва што му је омогућило да остане значајан политичар током наредних тридесет година. Са успоставом демократске власти 1932. појавила се Радикална странка која је представљала велики број припадника средње класе. Она је представљала главног чиниоца у коалиционим владама током наредних двадесет година. Током раздобља владавине Радикалне странке (1932—1952) држава је повећала своје присуство у привреди. Године 1952. на власт се вратио Ибањез дел Кампо. Њега је 1958. наследио представник конзервативне политике Хорхе Алесандри.
На председничким изборима 1964. Едвардо Фреи Монталва, из Хришћанско – демократске партије, добио је апсолутну већину. Његова победа је означила почетак великих реформи. Под слоганом „револуција у слободи“, Фреијева администрација је започела спровођење дугорочних друштвених и економских програма, посебно у здравству, станоградњи, као и пољопривредну реформу, која је обухватала организовање пољопривредника у синдикате. Међутим, до 1967. Фреи је наишао на снажно противљење левичара, који су сматрали његове реформе неодговарајућим, и конзервативаца који су их с друге стране сматрали претераним. До краја свог мандата Фреи није успео да оствари амбициозне циљеве своје странке.
На изборима 1970. кандидат Социјалистичке партије Чилеа (део тзв. коалиције „Народног јединства“, коју су чинили и комунисти, радикали, социјалдемократе, дисиденти из Хришћанско – демократске странке, Јединствени народни акциони покрет, и Независна народна акција) сенатор Салвадор Аљенде је добио релативну већину на изборима. Био је испред кандидата хришћанских демократа Радомира Томика и конзервативца Хорхеа Алесандрија. Аљенде је добио 36% гласова, док је Алесандри освојио 34% а Томик 27% гласова.
Упркос притиску владе САД, Конгрес Чилеа је организовао гласање између два водећа кандидата, Аљендеа и бившег председника Хорхеа Алесандрија, и у складу са традицијом изабрао Аљендеа са 153 према 35 гласова. Фреи је одбио да оформи савез са Алесандријем ради супротстављања Аљендеу, јер је сматрао да Хришћанско – демократска партија представља раднике и да не може имати заједничке ставове са десничарима.
Заједнички јавно – приватни јавни радови помогли су у смањењу незапослености. Већи део банкарског сектора је национализован. Велики део индустрије бакра, угља, гвожђа, нитрата и челика је национализован или је постао зависан од државе. Индустријска производња је значајно порасла а незапосленост је пала током прве године Аљендеове администрације.
Аљендеов програм је укључио у побољшање интереса радника, заменивши правосудни систем са „социјалистичком једнакошћу“, национализацијом банака и приморавањем других на банкротство, као и јачање „народних милиција“ познатих као MIR (шп. Movimiento de Izquierda Revolucionaria). Платформа Народног јединства за национализацију рудника бакра додата је у форми амандмана у устав. У Конгресу је усвојена једногласно.
Као последицу, администрација Ричарда Никсона је организовала и убацила тајне агенте у Чиле да би дестабилизовала Аљендеову владу. Такође Американци су финансијским притиском ограничили међународне економске кредите Чилеу.Структурна привредна криза која је почела 1972. погоршана је одливом капитала, смањењем инвестицијама, и повлачењем банкарских улога као одговор на Аљендеов социјалистички програм. Производња је пала а незапосленост је порасла. Ради подстицања потрошње и прерасподеле дохотка у корист оних са мањим примањима Аљенде је применио мере замрзавања цена, повећања плата и промене пореских стопа. Економски проблеми су се погоршали јавном потрошњом која је финансирана углавном штампањем новца и слабим кредитним проценама комерцијалних банака.
Истовремено, опзициони медији, политичари, привредници и друге организације су помогли да се подстакне политичка и привредна нестабилност, а неке од њих су потпомогнуте из САД. Почетком 1973. инфлација је била изван контроле. Осакаћена привреда је такође погођена дугим и понекад истовременим штрајковима лекара, наставника, студената, камионџија, рудара и малих привредника.
Врховни суд Чилеа је 26. маја 1973. једногласно осудио Аљендеово „ремећење законодавства државе“. Суд је подржао и оснажио Пиночеово преузимање власти, иако је то било у супротности са уставом.
Коначно Салвадор Аљенде је свргнут у војном пучу 11. септембра 1973. Након што је војска бомбардовала председничку палату, Аљенде је наводно извршио самоубиство. Војна хунта предвођена генералом Аугустом Пиночеом преузела је власт у земљи. Прве године владавине Пиночеовог режима су биле обележене кршењем људских права. Само у октобру 1973. тзв. Караван смрти је убио најмање седамдесет двоје људи, док је према Ретиговом извештају у првих шест месеци убијено хиљаду а током наредних шеснаест година још око две хиљаде људи. Нови устав је усвојен на контроверзном плебисциту 11. септембра 1980. а генерал Пиноче је постао председник републике са осмогодишњим мандатом. Крајем 1980-их углавном као последица привредног колапса из 1982. и масовне грађанске непослушности од 1983. до 1988, влада је постепено дозволила већу слободу окупљања, говора, и удруживања. Министар финансија Ернан Бучи је покренуо реформе ка тржишно оријентисаној привреди али је сиромаштво наставило да расте. Чиле се окренуо ка тржишној привреди која се огледала у повећању домаћих и страних приватних инвестиција, иако индустрија бакра и друге важне гране у експлоатацији руда остале затворене за приватна улагања. На плебисциту одржаном 5. октобра 1988, генерал Пиноче није добио други осмогодишњи мандат, јер је 56% бирача гласало против. Чилеанци су изабрали новог председника и већину чланова оба дома Конгреса 14. децембра 1989. Хришћански демократа Патрисио Аилвин, кандидат коалиције 17 странака назване „Консетрасион“ (шп. Concertación), добио је апсолутну већину гласова (55%). Патрисио Аилвин је владао од 1990. до 1994. током тзв. транзиционог периода. На изборима у децембру 1993, син бившег председника Едуарда Фреија, Едуардо Фреи Риуз-Тахле предводио је коалицију Консентрасион и са њом је освојио 58% гласова.

### 21. век
Фреија Руиза – Тахлеа је 2000. наследио социјалиста Рикардо Лагос, који је победио у другом кругу Хоакина Лавина кандидата десничарске Алијансе за Чиле Јануара 2006. Чилеанци су први пут изабрали жену за председника - Мишел Башеле Херија, кандидата Социјалистичке партије. Она је поразила Себастијана Пињеру из странке Народне обнове, продуживши владавину коалиције Консетрасион за још четири године. У јануару 2010. Чилеанци су изабрали Себастијана Пињеру, првог десничарског председника после 20 година. Он је поразио бившег председника Едварда Фреија Руиза – Тахлеа, кандидата коалиције Консетрасион.
Дана 27. фебруара 2010. Чиле је потресао земљотрес јачине 8,8 ° Меркалијеве скале, један од најснажнијих икада забележених на свету. Погинуло је око 500 људи а хиљаде грађевина је оштећено. Процене о штети износе од 15 до 30 милијарди долара, што представља између десет и петнаест процената бруто друштвеног производа Чилеа.

## Административна подела
| Редни број | Назив региона                                  | Шпански назив                                    | Главни град       |
| ---------- | ---------------------------------------------- | ------------------------------------------------ | ----------------- |
| XV         | Арика и Паринакота                             | Región de Arica y Parinacota                     | Арика             |
| I          | Тарапака                                       | Región de Tarapacá                               | Икике             |
| II         | Антофагаста                                    | Región de Antofagasta                            | Антофагаста       |
| III        | Атакама                                        | Región de Atacama                                | Копијапо          |
| IV         | Кокимбо                                        | Región de Coquimbo                               | Серена            |
| V          | Валпараисо                                     | Región de Valparaíso                             | Валпараисо        |
| VI         | Регион Ослободиоца Генерала Бернарда О’Хигинса | Región del Libertador General Bernardo O'Higgins | Ранкагва          |
| VII        | Мауле                                          | Región del Maule                                 | Талка             |
| VIII       | Биобио                                         | Región del Biobío                                | Консепсион        |
| IX         | Арауканија                                     | Región de la Araucanía                           | Темуко            |
| XIV        | Лос Риос                                       | Región de Los Ríos                               | Валдивија         |
| X          | Лос Лагос                                      | Región de Los Lagos                              | Пуерто Монт       |
| XI         | Ајсен Генерала Карлоса Ибањеза дел Кампа       | Región Aisén del General Carlos Ibáñez del Campo | Којајке           |
| XII        | Регион Магелан и чилеански Антарктик           | Región de Magallanes y de la Antártica Chilena   | Пунта Аренас      |
| РМ         | Сантијаго Метрополитана                        | Región Metropolitana de Santiago                 | Сантијаго де Чиле |

## Становништво
Према резултатима пописа из 2012. Чиле има 16.634.603 становника, мушкараца је 8.101.890 а жена 8.532.713. Стопа природног прираштаја опада од 1990, због смањене стопе наталитета. Демографи процењују да ће до 2050. Чиле имати око 20,2 милиона становника. Око 85% становништва живи у градовима, од чега 40% у ширем подручју Сантијага де Чилеа. Највеће агломерације су шира подручја Сантијага де Чилеа са 5,6 милиона људи, Консепсиона са 861.000 људи, и Валпараиса са 824.000 људи.
Чиле је мултиетничко друштво, дом људима различитог етничког порекла. Постоје различите студије о етничкој структури Чилеа.
У студији коју је урадио Универзитет Чиле се наводи да 30% становништва чине белци; местици, који су 60% белци и 40% Индијанци, чине 65% становништва, док Индијанци чине преосталих 5%. Једна генетска студија, коју је урадио исти универзитет, показала је да просечан Чилеанаца има 64% гена белаца и 35% индијанских гена.
Упркос генетским разматрањима, уколико се постави питање, већина Чилеанаца ће се изјаснити као белци. Према истраживању „Латинобарометра“ (шп. Latinobarómetro) из 2011. на питање којој раси припадају већина је одговорила „белој“ (59%), док је 25% рекло да су „местици“ а 8% су се изјаснили као „домороци“.

## Религија
Међу религијама превладава католицизам, које држава подупире иако није службена религија. Осим католика, постоји и већи број припадника јеврејске религије и протестаната.
Католика је 70%, протестаната 15,1%.

## Привреда
Чиле је једна од најстабилнијих и најпросперитетнијих држава у Јужној Америци. Водећа је латиноамеричка земља по индексу хуманог развоја, конкурентности, дохотку по становнику, глобализацији, економским слободама и малој стопи корупције. Међутим, у Чилеу су присутне велике несразмере у расподели дохотка, изражене Џини индексом. Године 2006. Чиле је постао земља са највећим номиналним дохотком по становнику у Латинској Америци, а маја 2010. Чиле прва јужноамеричка земља чланица ОЕЦД-а.
Чиле је почетком 1990-их, током владавине Патрисио Аилвина, имао узорну привреду у погледу економских реформи. Просечан раст БДП-а између 1991. и 1997. је био осам посто, али је 1998. преполовљен услед рестриктивне монетарне политике (спровођене ради спречавања буџетског дефицита) и мањих прихода од извоза, првенствено у Азију погођену финансијском кризом.
Привредна је остала трома све до 2003, када је почела да даје јасне знаке опоравка остварујући стопу раста БДП-а од четири посто. Привреда Чилеа је 2004. годину завршила са растом БДП-а од шест посто, док је у 2005. раст био 5,7 процената да би 2006. пао за четири процента. Наредне године БДП је порастао за пет посто.
Незапосленост је током 1990-их била око седам посто, да би од почетка економске кризе 1999. била између осам и десет посто. Године 2006. пала је на 7,8% и наставила је свој пад па је 2007. била 6,8 процената. Плате су расле брже него инфлација што је била последица раста продуктивности и пораста животног стандарда. Према владиним истраживањима проценат Чилеанаца чији је доходак по домаћинству испод линије сиромаштва је смањен са 45,1% 1987. на 11,5% 2009. Међутим, критичари сматрају да су ови износи знатно већи од онога што власт приказује. Према њиховим тврдњама стопа сиромаштва је 2007. била 29%.) Према подацима из новембра 2012 око 11,1 милион људи или 64% становништва је примало социјалну помоћ, преко „Социјалне заштитне карте“, којом су обухваћени људи који живе у сиромаштву или су близу уласка у сиромаштво.

### Економска политика
Захваљујући стабилној економској политици од 1980-их, Чиле је имао континуиран привредни раст који је допринео преполовљавању стопе сиромаштва. Војна хунта је током своје владавине од 1973. до 1990. продала велики број предузећа у државном власништву а демократске владе су након 1990. наставиле приватизацију, али споријим темпом. Држава нема већу улогу у привреди изузев њеног регулисања. Она управља највећим светским произвођачем бакра „Коделком“, и са неколико јавних предузећа, међу којима је и једна банка. Чиле има потписане споразуме о слободној трговини са великим бројем земаља, међу којима су Сједињене Америчке Државе.
Централна банка Чилеа, као независна институција, тежи ка одржавању стопе инфлације између два и четири посто, у 2012. години инфлација је била 2,8%. Апресијација чилеанског песа према америчком долару је помогла да се, последњих година, обори инфлација. Већина плата и кредита је „везана“ за амерички долар па је на тај начин смањена могућност појаве веће стопе инфлације.
У 2006. Чиле је инвестирао 0,6% БДП-а у истраживање и развој. Од тог износа две трећине је уложила држава. Поред економске и политичке стабилности влада Чилеа промовише Чиле као „инвестициону платформу“ за мултинационалне корпорације које намеравају да послују у региону. Страни инвеститори су изједначени са домаћим, регистрација је једноставна и белодана а страним инвеститорима је омогућено несметано располагање профитом и капиталом.
Влада Чилеа је оформила Савет за иновације и конкурентност, чији је задатак да препозна нове гране привреде ради њихове промоције.
Чиле је једна од земаља у Латинској Америци са најбољим кредитним рејтингом. Према агенцији Стандард енд пур кредитни рејтинг Чилеа је А+. Влада Чилеа је обавезна по закону да оствари буџетски суфицит од најмање једног процента БДП-а. У 2006. буџетски суфицит је износио 11,3 милијарде долара, што је готово осам процената БДП-а. Влада Чилеа наставља да отплаћује спољни дуг земље а он је на крају 2012. износио је 10,2%.

### Спољна трговина
Најзначајнији извозни производ Чилеа је бакар и он чини око половине извоза, поред тога Чиле извози дрво и производе од дрвета, свеже воће, морску рибу и вино. У 2011. Чиле је извезао добрâ и услуге у вредности од 81,71 милијарди долара а увоз је био 70,92 милијарде долара, тако је остварен трговински суфицит од 10,79 милијарди долара. Најважнији спољнотрговински партнери Чилеа су Кина где је 2011. пласирано 22,8% укупног извоза, затим САД и Јапан где је пласирано по 11,1% извоза, па Бразил и Јужна Кореја са по 5,5% и Холандија са 4,7% извоза. Чиле је 2011. највише увезао из САД 20,1% укупног увоза, Кине 16,9%, Бразила 8,3%, Аргентине 6,3% и Немачке 4,2%.

## Познати Чилеанци
Уметници:
- Пабло Неруда - песник
- Габријела Мистрал - песникиња
- Изабела Аљенде - прозни писац

Национални хероји:
- Бернардо О’Хигинс - оснивач модерног Чилеа, Отац нације и ослободилац
- Артуро Прат - капетан брода Есмералда у поморској бици код Икикеа

Политичари:
- Салвадор Аљенде - председник Чилеа од 1970. до 1973
- Аугусто Пиноче - диктатор Чилеа од 1973. до 1990
- Мишел Башле - прва жена изабрана за председника Чилеа (2006)

Спортисти:
- Николас Масу - тенисер, двоструки Олимпијски победник
- Фернандо Гонзалез - тенисер
- Иван Заморано - бивши ас фудбалског тима Реал Мадрида
- Марсело Салас - фудбалски интернационалац
- Алексис Санчез - фудбалски интернационалац